# Трофарело
Трофарело (итал. Trofarello) је насеље у Италији у округу Торино, региону Пијемонт.
Према процени из 2011. у насељу је живело 10763 становника. Насеље се налази на надморској висини од 250 м.

## Становништво
Према резултатима пописа становништва 2011. у општини је живело 10.911 становника.
| 1931. | 1936. | 1951. | 1961. | 1971. | 1981. | 1991. | 2001.  | 2011.  |
| ----- | ----- | ----- | ----- | ----- | ----- | ----- | ------ | ------ |
| 3.608 | 3.553 | 4.389 | 5.466 | 1.881 | 7.796 | 8.905 | 10.352 | 10.911 |

## Партнерски градови
- Le Teil
- Раунхајм